# 戈梅斯塞拉辛
戈梅斯塞拉辛（西班牙語：Gomezserracín），是西班牙卡斯蒂利亚-莱昂塞戈维亚省的一个市镇。 总面积30平方公里，总人口713人（2001年），人口密度24人/平方公里。